# Sanremo Giovani
Sanremo Giovani est un concours musical italien se tenant à Sanremo de 1993 à 1998, en 2001 et 2002 et depuis 2015. Réunissant des chanteurs émergents italiens, il sert de sélection à la section Nuove Proposte du Festival de Sanremo de l'année suivante.

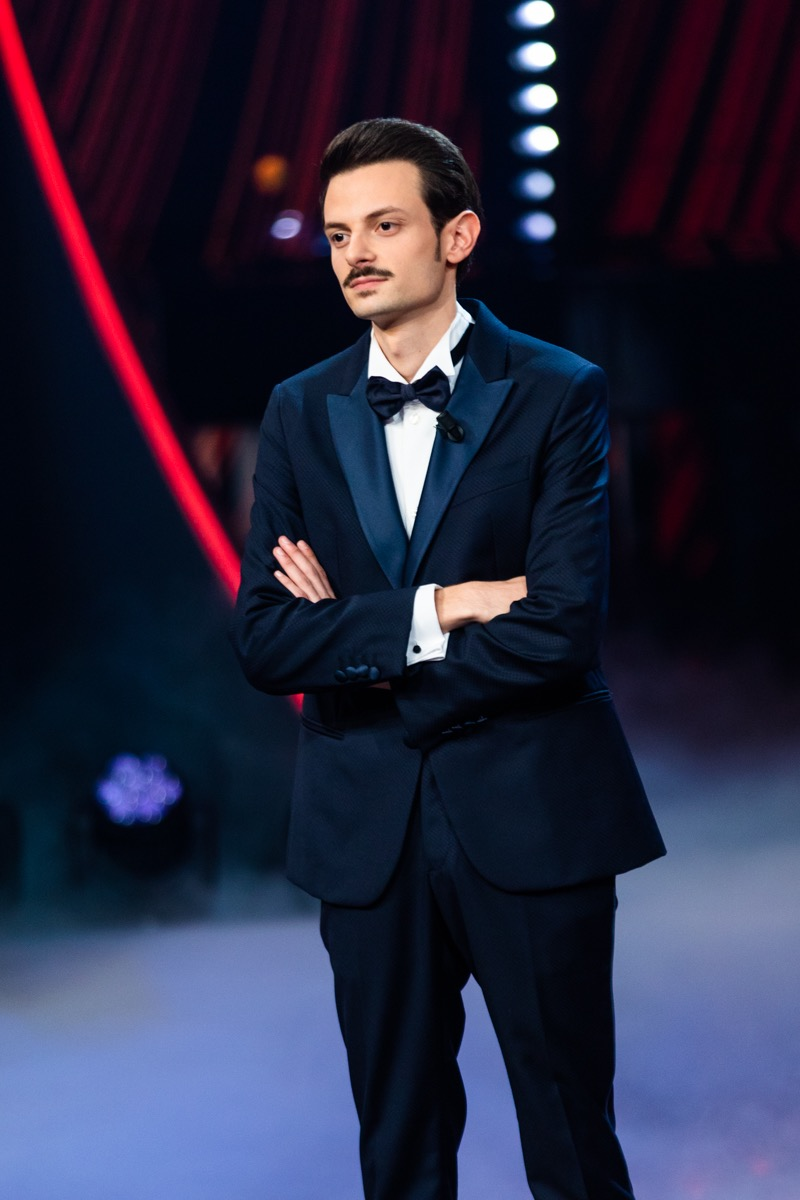
Fabio Rovazzi pendant la présentation de Sanremo Giovani.

En 2018, il est annoncé que la section Nuove Proposte est supprimée du Festival de Sanremo. Afin de donner plus de visibilité aux jeunes artistes, Sanremo Giovani remplace cette section.

## Éditions
| Année | Dates                               | Titre                 | Soirées                      | Lieu                                                                                  | Présentateurs                                                               | Participants |
| ----- | ----------------------------------- | --------------------- | ---------------------------- | ------------------------------------------------------------------------------------- | --------------------------------------------------------------------------- | ------------ |
| 1993  | 10, 11 et 12 novembre 1993          | Sanremo Giovani       | 3                            | Théâtre Ariston de Sanremo                                                            | Pippo Baudo                                                                 | 42           |
| 1994  | 17 et 24 novembre 1994              | Sanremo Giovani       | 2                            | Théâtre Ariston de Sanremo                                                            | Pippo Baudo, Elisabetta Ferracini et Gloria Zanin                           | 33           |
| 1995  | 7 et 8 novembre 1995                | Sanremo Giovani       | 2                            | Théâtre Ariston de Sanremo                                                            | Pippo Baudo et Luana Ravegnini                                              | 28           |
| 1996  | 13 et 14 novembre 1996              | Sanremo Giovani       | 2                            | Théâtre Ariston de Sanremo                                                            | Claudio Cecchetto, Simona Ventura et Monica Leofreddi                       | 24           |
| 1997  | 12 novembre 1997                    | Sanremo Giovani       | 1                            | Théâtre Ariston de Sanremo                                                            | Orietta Berti et Fabio Fazio                                                | 28           |
| 1998  | 11 novembre 1998                    | Sanremo famosi        | 1                            | Théâtre Ariston de Sanremo                                                            | Max Pezzali et Alessia Merz                                                 | 14           |
| 2001  | 14 novembre 2001                    | Sanremo Giovani       | 1                            | Théâtre Ariston de Sanremo                                                            | Pippo Baudo et Vanessa Incontrada                                           | 16           |
| 2002  | Du 23 septembre au 20 décembre 2002 | Destinazione Sanremo  | 69 (journée) 13 (prime time) | Auditorium Rai de Naples (journée et prime time), Théâtre Ariston de Sanremo (finale) | Federica Panicucci (journée), Claudio Cecchetto et Pippo Baudo (prime time) | 24           |
| 2015  | 27 novembre 2015                    | #SG - Sanremo Giovani | 1                            | Villa Ormond de Sanremo                                                               | Carlo Conti                                                                 | 12           |
| 2016  | 12 décembre 2016                    | Sarà Sanremo          | 1                            | Villa Ormond de Sanremo                                                               | Carlo Conti                                                                 | 12           |
| 2017  | 15 décembre 2017                    | Sarà Sanremo          | 1                            | Villa Ormond de Sanremo                                                               | Claudia Gerini et Federico Russo                                            | 16           |
| 2018  | Du 17 au 21 décembre 2018           | Sanremo Giovani       | 4 (journée) 2 (prime time)   | Casino de Sanremo                                                                     | Luca Barbarossa (journée), Pippo Baudo et Fabio Rovazzi (prime time)        | 24           |
| 2019  | 19 décembre 2019                    | Sanremo Giovani       | 1                            | Casino de Sanremo                                                                     | Marco Liorni                                                                | 20           |
| 2020  | 17 décembre 2020                    | Sanremo Giovani       | 1                            | Casino de Sanremo                                                                     | Amadeus et Riccardo Rossi                                                   | 20           |
| 2021  | 15 décembre 2021                    | Sanremo Giovani       | 1                            | Casino de Sanremo                                                                     | Amadeus                                                                     | 12           |
| 2022  | 16 décembre 2022                    | Sanremo Giovani       | 1                            | Casino de Sanremo                                                                     | Amadeus                                                                     | 12           |
| 2023  | 19 décembre 2023                    | Sanremo Giovani       | 1                            | Casino de Sanremo                                                                     | Amadeus                                                                     | 12           |
| 2024  | Du 12 novembre au 18 décembre 2024  | Sanremo Giovani       | 6                            | Studios Rai Casino de Sanremo                                                         | Alessandro Cattelan Carlo Conti (finale)                                    | 24           |